# Batalla de Huanta (1827)
La Batalla de Huanta de 1827 fue un enfrentamiento militar librado durante la guerra de Iquicha, enfrentando a las fuerzas de la República del Perú y comunidades de indígenas de Huanta, alzados en nombre del rey Fernando VII de España. El combate finalizó con una clara victoria de los monárquicos.

## Antecedentes
Una primera revuelta de los indígenas de la región había sido sofocada con mucha violencia por el mariscal Andrés de Santa Cruz, sucediendo fusilamientos sin juicio de prisionero, confiscaciones de ganado, incendios de pueblos y todo tipo de violencia contra los civiles, dejando un gran rencor entre los locales. Después de alzarse nuevamente para restituir la monarquía española en octubre de 1827, los indígenas de las punas (mesetas) cercanas a Huanta marcharon sobre la ciudad. Según las declaraciones posteriores del prisionero español Manuel Gato, quien fue interrogado por el ejército peruano, a las órdenes del brigadier Antonio Huachaca marcharon en número de 500 vecinos de la villa y 1000 indios de las punas.

## Combate
En los primeros días de noviembre ocuparon las alturas que dominan la villa, en la sección escalonada entre los cerros Mio y Culluchaca, a dos o tres leguas del pueblo. Se organizaban en batallones encabezados por los lugartenientes del brigadier, Lanchi Curo, Tadeo Chocce (o Choque), Prudencio Huachaca, sargento mayor Pedro Cárdenas, Santiago Méndez y numerosos comandantes regionales indígenas que bajo su mando operaban guerrilleros seleccionados por pueblos, comunidades y caseríos. Iban armados con fusiles, rejones y hondas, con apenas cinco oficiales españoles en sus filas.
Finalmente, en el alba del día 12 de noviembre, los rebeldes atacaron el pueblo desde varias direcciones para envolver a la guarnición. Los defensores, unos 175 soldados del batallón Pichincha, estaban atrincherados en el cabildo local bajo el mando del sargento mayor Narciso Tudela. La pequeña fuerza salió al encuentro de los asaltantes, pero después de una débil resistencia en las calles centrales del pueblo tuvieron que huir a la iglesia matriz de la localidad, donde fueron perseguidos y encerrados todo el día, pudiendo escapar sólo en el anochecer. Los rebeldes perdieron 60 hombres en la lucha, mientras que sus enemigos 10 a 12; otros 80 a 90 soldados republicanos lograron huir a Ayacucho en pequeños grupos.

## Consecuencias
Aunque la mayoría de los vecinos se quedaron, muchos prefirieron huir a Ayacucho. No hubo saqueos salvo para algunos edificios públicos, pero el cuartel principal fue reducido a cenizas. Muchos soldados republicanos buscaron refugio en los templos, pero igualmente fueron sometidos a juicios por sus actos previos. Los comuneros (indios de las comunidades rurales) ajusticiaron a los criollos más crueles en la represión anterior.
Huachaca organizó a la población para reparar puentes y caminos, reglamentar el orden público y cobrar diezmos. Los días 22 a 24 de ese mes hubo negociaciones entre ambos bandos pero no llevaron a nada. Después de esto, el brigadier decidió avanzar sobre Ayacucho.